# Бэт-гончая Эйс
Бэт-гончая Эйс (англ. Ace the Bat-Hound) — вымышленный пёс из комиксов, которые издаёт компания DC Comics. Его хозяин — Бэтмен, которому Эйс помогает в борьбе с преступностью.
Впервые появляется в комиксе Batman #92 (июнь 1955); был создан Биллом Фингером и Шелдоном Молдоффом.
В мультфильме «Суперпитомцы» 2022 года его озвучил Кевин Харт.